# FIFA: Drumul spre Cupa Mondială 98
FIFA: Road to World Cup 98 (sau pur și simplu FIFA 98) este un joc video de fotbal dezvoltat de EA Canada și publicat de Electronic Arts sub marca EA Sports. A fost lansat în 1997 și este a cincea ediție din seria de jocuri FIFA. FIFA 98 este considerat unul dintre cele mai apreciate jocuri din serie datorită numeroaselor îmbunătățiri și inovații pe care le-a adus.

## Istoric și Lansare
Jocul a fost lansat în noiembrie 1997 pentru mai multe platforme, inclusiv PlayStation, Nintendo 64, Sega Saturn, și PC. FIFA 98 a fost conceput pentru a coincide cu Campionatul Mondial de Fotbal din 1998, găzduit de Franța, și a oferit jucătorilor posibilitatea de a participa la calificările pentru acest turneu major.

## Caracteristici

### Modurile de Joc:
- Road to World Cup: Cel mai important mod de joc în FIFA 98, permite jucătorilor să selecteze una dintre cele 172 de echipe naționale și să participe în campania de calificare pentru Cupa Mondială.
- Modul Amical: Jucătorii pot disputa meciuri rapide între echipe naționale sau cluburi.
- Ligi și Cupe: Jocul include mai multe ligi naționale și competiții de cluburi, permițând jucătorilor să participe în diverse turnee și ligi din întreaga lume.
- Modul Indoor: O inovație a jocului este modul de fotbal de sală (indoor), care oferă un teren mai mic și un joc mai rapid.

### Echipe și Licențe:
FIFA 98 se mândrește cu una dintre cele mai complete liste de echipe de până atunci, incluzând 172 de echipe naționale și numeroase echipe de cluburi din diverse ligi. Jocul a obținut licențe oficiale, astfel că echipele, jucătorii și stadioanele sunt reprezentate cu acuratețe.

### Gameplay:
- Control și Mișcare: Jocul introduce mișcări și animații mai fluide, permițând driblinguri și pase mai precise.
- Control analogic: Pentru o mișcare mai fluidă și precisă a jucătorilor.
- AI îmbunătățită: Opoziția controlată de calculator este mai realistă și adaptabilă, oferind o provocare mai mare.
- Tehnici avansate de dribling și șut: Permite jucătorilor să execute o varietate de mișcări complexe și șuturi spectaculoase.
- Tactici și Strategii: Jucătorii pot ajusta tactici și formații pentru a se potrivi stilului lor de joc, oferind o experiență mai strategică.
- Niveluri de Dificultate: FIFA 98 oferă mai multe niveluri de dificultate, permițând jucătorilor de toate abilitățile să se bucure de joc.

### Grafică și Sunet:
- Grafică 3D: Jocul a beneficiat de un motor grafic avansat pentru timpul său, oferind modele 3D detaliate ale jucătorilor și stadioanelor. Animațiile sunt fluide, iar detaliile, precum logo-urile echipelor și fațadele jucătorilor, sunt remarcabil de precise.
- Comentariu: Jocul include comentarii detaliate, adăugând la atmosfera autentică a meciurilor.
- Soundtrack: Soundtrack-ul jocului este memorabil, cu piese de la artiști celebri precum Blur (cu hit-ul "Song 2"). Comentariile sunt realizate de renumiții comentatori de fotbal John Motson și Andy Gray, adăugând autenticitate și dinamism meciurilor.

## Inovații și Impact

### Inovații
FIFA: Road to World Cup 98 a adus numeroase inovații care au avut un impact semnificativ asupra jocurilor de fotbal:
- Calificările pentru Cupa Mondială: Jocul permite jucătorilor să parcurgă întregul proces de calificare, nu doar turneul final, oferind o experiență completă.
- Meciuri Indoor: Introducerea meciurilor de fotbal de sală a adăugat o nouă dimensiune jocului.
- Soundtrack licențiat: A fost unul dintre primele jocuri care a inclus o coloană sonoră licențiată, setând un precedent pentru jocurile EA Sports viitoare.

## Primire și Impact
FIFA: Road to World Cup 98 a fost primit cu entuziasm atât de critici, cât și de jucători. A fost lăudat pentru realismul său, gameplay-ul îmbunătățit și multitudinea de echipe și moduri de joc. Mulți consideră FIFA 98 ca fiind unul dintre cele mai bune jocuri de fotbal create vreodată.
Acest joc a fost un punct de referință pentru seria FIFA, influențând designul și mecanicile viitoarelor titluri. A fost apreciat pentru realismul său, gameplay-ul captivant și inovațiile aduse. Mulți fani și critici îl consideră unul dintre cele mai bune jocuri de fotbal realizate vreodată.

## Premii și Vânzări:
FIFA: Road to World Cup 98 a fost primit cu recenzii pozitive din partea criticilor. A fost lăudat pentru grafica sa avansată, gameplay-ul realist și varietatea de moduri de joc. Publicațiile de specialitate au apreciat și atenția la detalii, precum și îmbunătățirile aduse AI-ului și controlului jucătorilor.
Jocul a avut un succes comercial semnificativ, vânzând milioane de copii la nivel global. A contribuit la consolidarea poziției EA Sports ca lider de piață în domeniul jocurilor de fotbal.

## Moștenire
FIFA 98 a avut un impact durabil asupra seriei FIFA și a stabilit standarde pentru jocurile viitoare. Inovațiile introduse, cum ar fi grafica îmbunătățită, comentariul detaliat și varietatea de moduri de joc, au devenit elemente de bază în titlurile ulterioare ale seriei.
Titlul rămâne un titlu emblematic în istoria jocurilor video de fotbal, apreciat pentru inovațiile și realismul său. Este un punct de referință în seria FIFA și a contribuit semnificativ la popularitatea jocurilor de fotbal pe platformele de jocuri video din întreaga lum
1. ↑  redump.org